# 棕带仙女蛤
是帘蛤目帘蛤科仙女蛤属的一种。主要分布于南海、中国大陆、台湾，常出现在潮间带至潮下带水深20米砂质海底，生活在浅海沙质海底。